# Ernst Wilhelm Lenik
Ernst Wilhelm „Willy“ Lenik (* 15. Februar 1942) ist ein deutscher Schauspieler und Synchronsprecher, der unter anderem in  Toy Story 1 und 2 den Dinosaurier Rex sprach.

## Leben
Nach dem Schauspielstudium an der Münchner Otto-Falckenberg-Schule erhielt Lenik Engagements an verschiedenen Bühnen wie dem Staatstheater Stuttgart unter Claus Peymann. Am Grenzlandtheater Aachen spielte er unter anderem Nathan und den Hauptmann von Köpenick, am Alten Schauspielhaus in Stuttgart Malvolio in „Was ihr wollt“ und Albert Einstein in „Einsteins Verrat“. In dem Musical „Ich war noch niemals in New York“ übernimmt er in Stuttgart und Oberhausen regelmäßig die Rolle des Otto.
Lenik ist verwitwet und hat einen Sohn.

## Filmografie
- 1978: Tatort: Schwarze Einser – Regie: Wolf Dietrich
- 1982: Das Hausschaf – Regie: Horst Schier
- 1983: Ehen vor Gericht; Folge: In Sachen Lorenz gegen Lorenz – Regie: Ruprecht Essberger
- 1983: Trauma – Regie: Gabi Kubach
- 1984: Kovacs – Regie: Thomas Haaf
- 1984: Echt tu matsch – Regie: Claus Strigel
- 1985: Verkehrsgericht; Folge: Ein schwarzer Tag für Steffi – Regie: Ruprecht Essberger
- 1990: Die glückliche Familie; Folge: Kleine Leute – Grosse Sorgen – Regie: Ilse Biberti
- 1993: Immer wieder Sonntag; Folge: Zimmer zu vermieten – Regie: Wolfgang Luderer
- 1993: Immer wieder Sonntag; Folge: Gewitterwolken – Regie: Wolfgang Luderer
- 1998: Der Pferdeflüsterer (Synchronstimme für Steve Frye als Hank) – Regie: Robert Redford
- 1998: Mulan (Zeichentrickfilm, Sprechrolle) – Regie: Tony Bancroft und Barry Cook

## Hörspiele
- 1993: Der letzte Detektiv; 27. Folge: Strafkolonie – Regie: Werner Klein – (BR)